# Ochs (Familienname)
Ochs ist ein deutscher Familienname.

## Namensträger
- Adam Ludwig von Ochs (1759–1823), deutscher General und Diplomat
- Adolph Ochs (1858–1935), US-amerikanischer Journalist und Zeitungsverleger
- Albert Ochs (1823–1878), deutscher Maler und Fotograf
- Anna Elisabeth Ochs (1791–1864), Leichenbitterin und Kunstmäzenin[1][2]
- Carl Ochs (1812–1873), deutscher Missionar
- Carl von Ochs (1794–1846), deutscher Generalmajor und Politiker
- Deborah Ochs (* 1966), US-amerikanische Bogenschützin
- Erich Ochs (1883–1951), deutscher Kapellmeister und Hochschullehrer
- Ernst Ochs (1888–1961), deutscher Germanist und Herausgeber
- Eugen Ochs (1905–1990), deutscher Politiker und Gewerkschafter
- Ferdinand Ochs (1824–1879), deutscher Verwaltungsbeamter
- Franz Ochs (1852–1903), deutscher Bildhauer
- Friedrich Ochs (1691–1729), Schweizer Kaufmann
- Georg Ochs (1886–1971), deutscher Entomologe
- Gerd Ochs (1903–1977), deutscher Musikpädagoge
- Gerhard Ochs (* 1944), deutscher Schriftsteller
- Gustav Ochs (1825–1858), deutscher Maler
- Hans Ochs (Bildhauer) (1590–??), deutscher Bildhauer
- Hans Abraham Ochs (1928–1936), deutscher Schüler und NS-Opfer
- Hans Dieter Ochs (* 1936), deutscher Mediziner und Hochschullehrer
- Heinrich Ochs (Dichter) (1821–1897), deutsch-US-amerikanischer Lehrer und Dichter
- Heinrich Ochs (Widerstandskämpfer) (1903–1942), deutscher Widerstandskämpfer
- Henry Oswalt geb. Ochs (1849–1934), deutscher Politiker
- Horst Ochs (1931–2002), deutscher Kaufmann und Politiker (AfB), MdBB
- Jacob Ochs (1871–1927), deutscher Gärtner
- Jacques Ochs (1883–1971), belgischer Karikaturist und Fechter
- Josef Ochs (1905–1987), deutscher Kriminalbeamter und SS-Obersturmführer
- Karl Ochs (Leichtathlet) (1938–2012), deutscher Leichtathlet und Leichtathletiktrainer
- Karl Wilhelm Ochs (1896–1988), deutscher Architekt und Hochschullehrer
- Klaus-Dieter Ochs (1939–2015), deutscher Fußballtrainer
- Klaus Peter Ochs (1948–2023), deutscher Friseur und Funktionär
- Kurt Ochs (* 1922), deutscher Handballspieler
- Larry Ochs (* 1949), US-amerikanischer Saxophonist und Komponist
- Ludwig von Ochs (1804–1862), kurhessischer Landtagsabgeordneter
- Ludwig David Ochs (1779–1857), nassauischer Landtagsabgeordneter
- Matthias Ochs (Mediziner) (* 1967), deutscher Anatom und Hochschullehrer
- Matthias Ochs (Psychologe) (* 1968), deutscher Psychologe, Psychotherapeut und Hochschullehrer
- Michael Ochs (1943–2025), US-amerikanischer Fotograf, Journalist und Moderator
- Patrick Ochs (* 1984), deutscher Fußballspieler
- Paul Ochs (1855–1929), deutscher Architekt
- Peter Ochs (1752–1821), Schweizer Politiker und Historiker
- Peter Ochs (Kaufmann) (1658–1706), Schweizer Kaufmann und Bankier
- Peter Paul Ochs (1931–1994), deutsch-kanadischer Maler und Bildhauer
- Phil Ochs (1940–1976), US-amerikanischer Songwriter
- Philipp Ochs (* 1997), deutscher Fußballspieler
- Pierre Ochs (* 1984), französischer Freestyle-Skier
- Robert Ochs (1930–2018), US-amerikanischer römisch-katholischer Theologe und Hochschullehrer
- Robyn Ochs (* 1958), US-amerikanische Pädagogin und LGBT-Aktivistin
- Siegfried Ochs (1858–1929), deutscher Komponist
- Sonny Ochs (* 1937), schottisch-US-amerikanische Musikproduzentin und Radiomoderatorin
- Stephanie Ochs (* 1990), US-amerikanische Fußballspielerin
- Timo Ochs (* 1981), deutscher Fußballtorwart
- Traugott Ochs (1854–1919), deutscher Hofkapellmeister, Organist und Dirigent
- Volker Ochs (1929–2018), deutscher Komponist und Musikdirektor
- Walter Ochs (1912–1991), deutscher Fußballspieler
- Wilhelm Ochs (Chorleiter) (1917–2004), deutscher Chorleiter und Festivalorganisator
- Wilhelm Ochs (Physiker), deutscher Physiker